# (7284) 1989 VW
1989 في دابليو (ويعرف أيضًا باسم (7284) 1989 في دابليو وفق تسمية الكوكب الصغير) (بالإنجليزية: 1989 VW)‏ هو كويكب ضمن حزام الكويكبات؛ وترتيبه 7284 من حيث الاكتشاف.
اكتُشف هذا الجُرم الفلكي بواسطة Yoshiaki Oshima ‏ في 4 نوفمبر 1989.

## وصلات خارجية
- (7284) 1989 VW في قاعدة بيانات مختبر الدفع النفاث لأجرام النظام الشمسي الصغيرة

- الاكتشاف · مخطط المدار ·  العناصر المدارية · المعلمات المادية

- (7284) 1989 VW على موقع ويكي سكاي: DSS2, SDSS, GALEX, IRAS, Hydrogen α, X-Ray, Astrophoto, Sky Map, Articles and images